# António de Sousa de Macedo
Antonio de Sousa de Macedo, primer barón de Mullingar, fue un periodista y escritor portugués nacido en Oporto el 15 de diciembre de 1606 y fallecido en Lisboa el 1 de noviembre de 1682. 
Estudió derecho en Coímbra y tuvo una brillante carrera política. Restauracionista, fue secretario de la embajada que Juan IV envió a Inglaterra y embajador en los Países Bajos. 
Escritor en portugués, castellano (algo habitual en personajes de la élite lusa durante los siglos XVI y XVII) y latín, es autor de Flores de España, Excelências de Portugal (1631), Ulissipo (1640), Harmonia Política dos Documentos Divinos com as Conveniências do Estado (1651) y Eva e Ave (1676).
Se le atribuyó la autoría del Arte de Furtar datada en 1652 e impresa en Ámsterdam en 1744, sátira a la venalidad del poder y la deshonestidad de los nobles, pero la autoría de este trabajo no ha sido totalmente confirmada. 
Generalmente considerado en primer lugar como periodista portugués, escribió en el Mercurio Portugués entre 1663 y 1666. 
Se le concedió el título de barón de Mullingar.